# 朽木定朝
朽木 定朝（くつき さだとも）は、江戸時代前期の旗本。

## 生涯
寛文元年（1661年）8月26日はじめて4代将軍徳川家綱に謁見する。寛文8年（1669年）12月14日家督を相続する。宝永5年（1708年）閏1月4日、朽木において死去。享年58。法名良英。